# Narewka
Narewka (biał. Нараўка, Naraŭka, wymowa miejscowa: Narauka, z akcentem na pierwszą sylabę) – wieś w Polsce, położona w województwie podlaskim, w powiecie hajnowskim, w gminie Narewka.
W latach 1975–1998 wieś administracyjnie należała do województwa białostockiego.

## Charakterystyka
Wieś została założona w 1639. Leży nad rzeką Narewką i jest siedzibą gminy Narewka.
Wieś królewska ekonomii brzeskiej położona była w końcu XVIII wieku w powiecie brzeskolitewskim województwa brzeskolitewskiego.
Od 1 połowy XIX w. do 1875 posiadała prawa miejskie.
Za II RP siedziba wiejskiej gminy Masiewo.
Według Powszechnego Spisu Ludności z 1921 roku miasteczko zamieszkiwało 1205 osób, wśród których 204 było wyznania rzymskokatolickiego, 242 prawosławnego, 1 ewangelickiego, a 758 mojżeszowego. Jednocześnie 376 mieszkańców zadeklarowało polską przynależność narodową, 213 białoruską, 611 żydowską, a 5 inną. We wsi było 174 budynków mieszkalnych, w tym dwa niezamieszkane.
Dużą część mieszkańców stanowią polscy Białorusini i wyznawcy prawosławia. We wsi znajduje się zabytkowa murowana cerkiew prawosławna pw. św. Mikołaja Cudotwórcy z XIX w., modernistyczny murowany kościół rzymskokatolicki pw. św. Jana Chrzciciela z 1970–1973 r. oraz drewniany zbór baptystów. Do 1940 w Narewce mieściła się także synagoga.
Ośrodek turystyczno-wypoczynkowy na skraju Puszczy Białowieskiej. Zabytkowy układ przestrzenny z XVIII w.
Miejscowość jest siedzibą parafii prawosławnej św. Mikołaja Cudotwórcy, należącej do dekanatu Hajnówka diecezji warszawsko-bielskiej oraz parafii rzymskokatolickiej pw. św. Jana Chrzciciela, należącej do metropolii białostockiej, archidiecezji białostockiej, dekanatu Białystok – Dojlidy.
W miejscowości znajdują się cmentarze: katolickie (stary, nieużywany z XVIII wieku w centrum miejscowości i parafialny z 1908 w odległości ok. 1 km), cmentarz prawosławny z 1920, cmentarz żydowski z XIX wieku oraz mogiła zbiorowa Żydów z 1941 w pobliżu bocznicy kolejowej.
W 2021 roku na dawnej mogile upamiętniony został krzyżem i kamieniem z tablicą pamiątkową sołtys Masiewa Starego Jan Mackiewicz (1866–1920), zamordowany przez bolszewików 8 sierpnia 1920 roku. (ekshumowany przez Instytut Pamięci Narodowej 11 września 2019 i pochowany na rzymskokatolickim cmentarzu parafialnym w Narewce 9 sierpnia 2020).

## Zabytki
- parafialna cerkiew prawosławna pod wezwaniem św. Mikołaja Cudotwórcy, po 1860, nr rej.: 759 z 29.04.1993
- cmentarz żydowski przy drodze Narewka – Guszczewina, 2 ćw. XIX, nr rej.: A-99 z 10.03.1994[17].

## Sport
- LZS Narewka – klub piłkarski

## Galeria

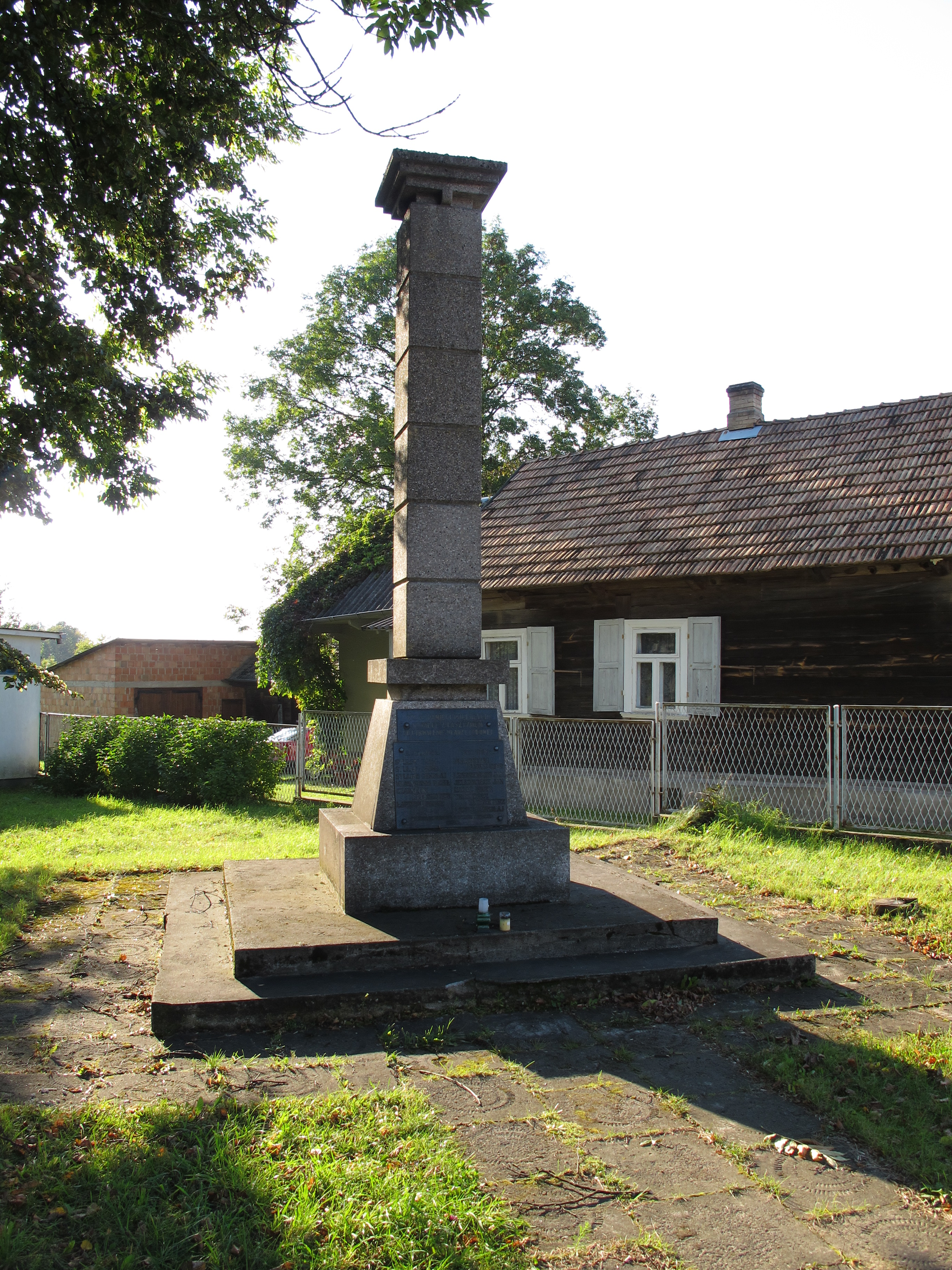
Pomnik ofiarom faszyzmu, w tle dom zdobiony tradycyjnymi dla regionu okiennicami
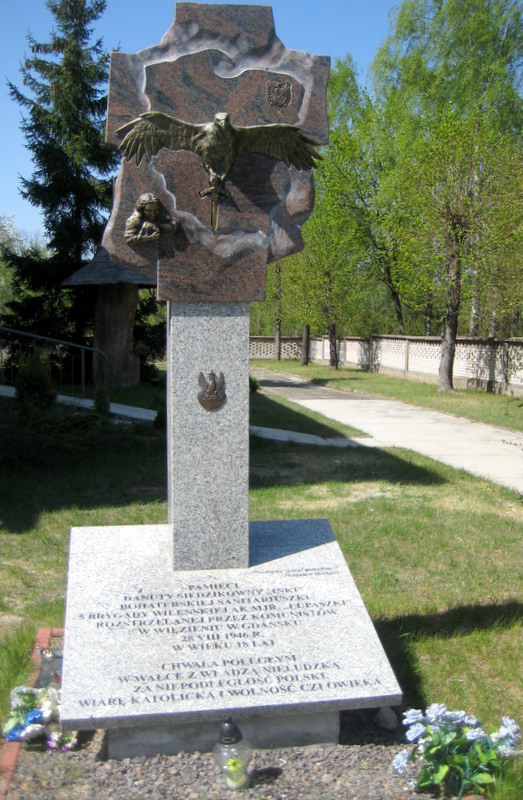
Pomnik Danuty Siedzikówny przy współczesnym kościele rzymskokatolickim
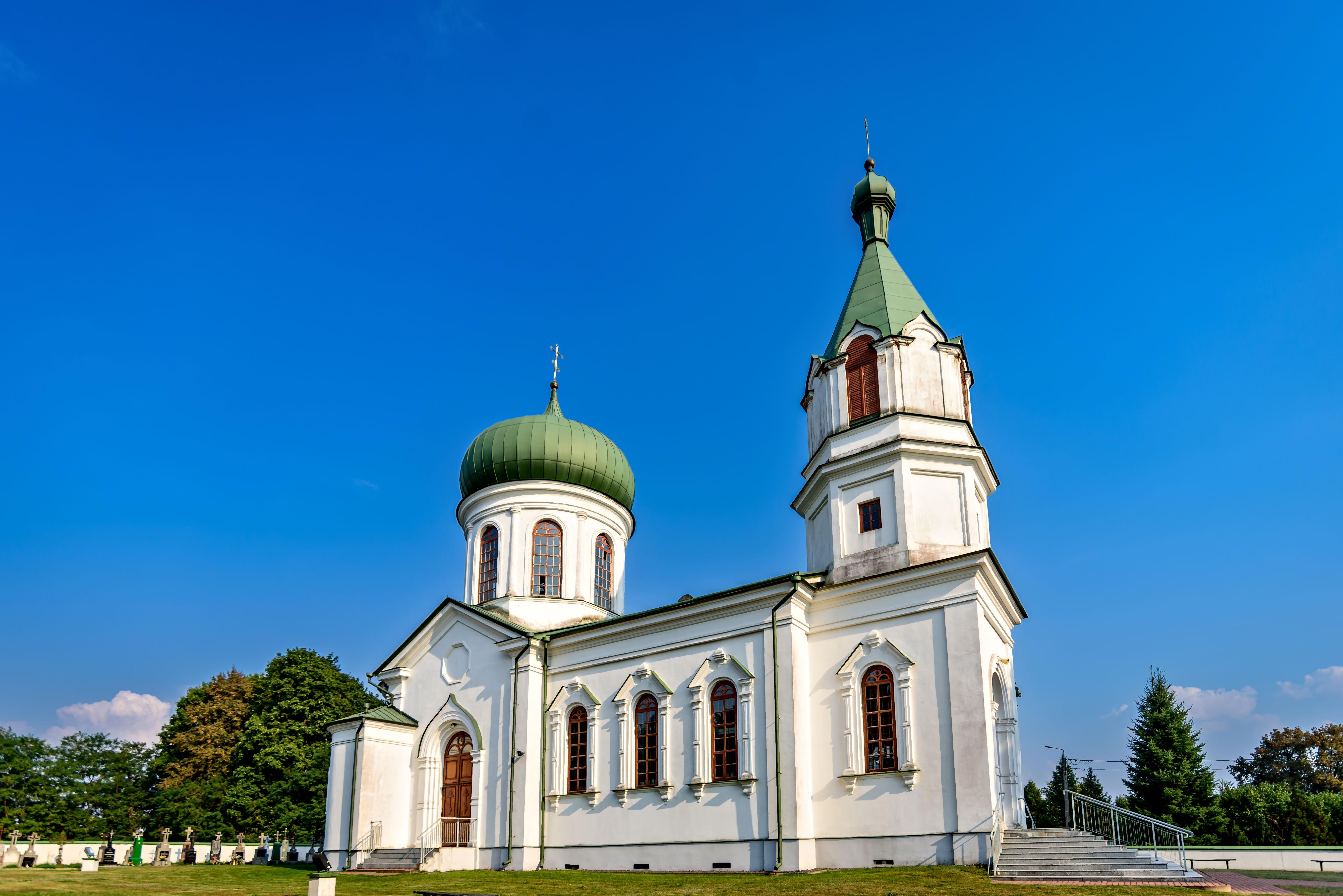
Eklektyczna cerkiew prawosławna pw. św. Mikołaja z 1867 r.
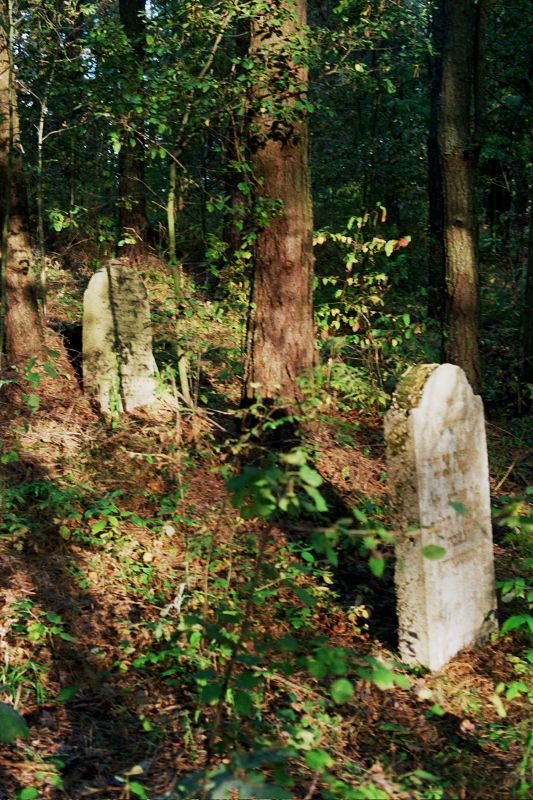
Kirkut w Narewce
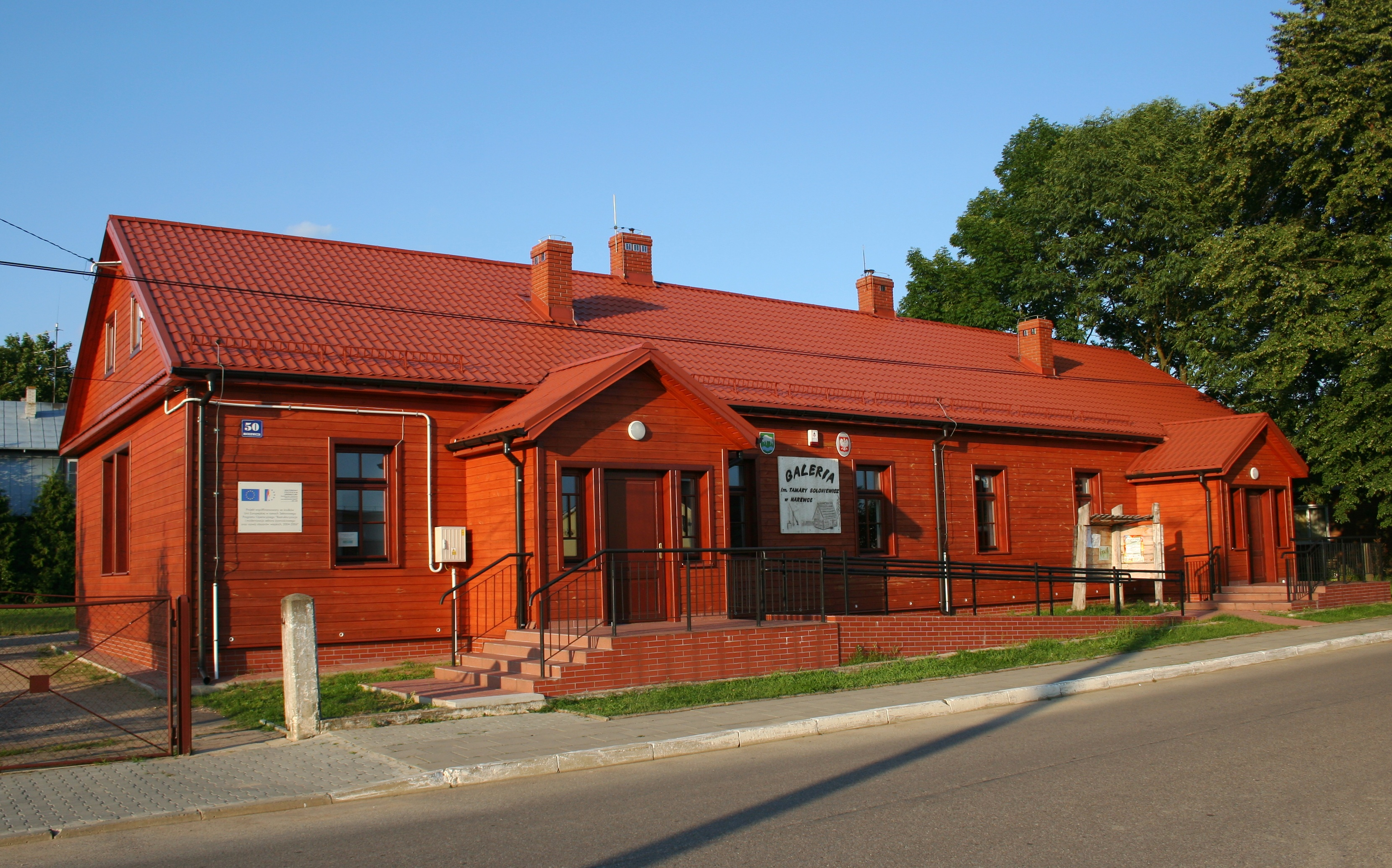
Galeria im. Tamary Sołoniewicz w Narewce
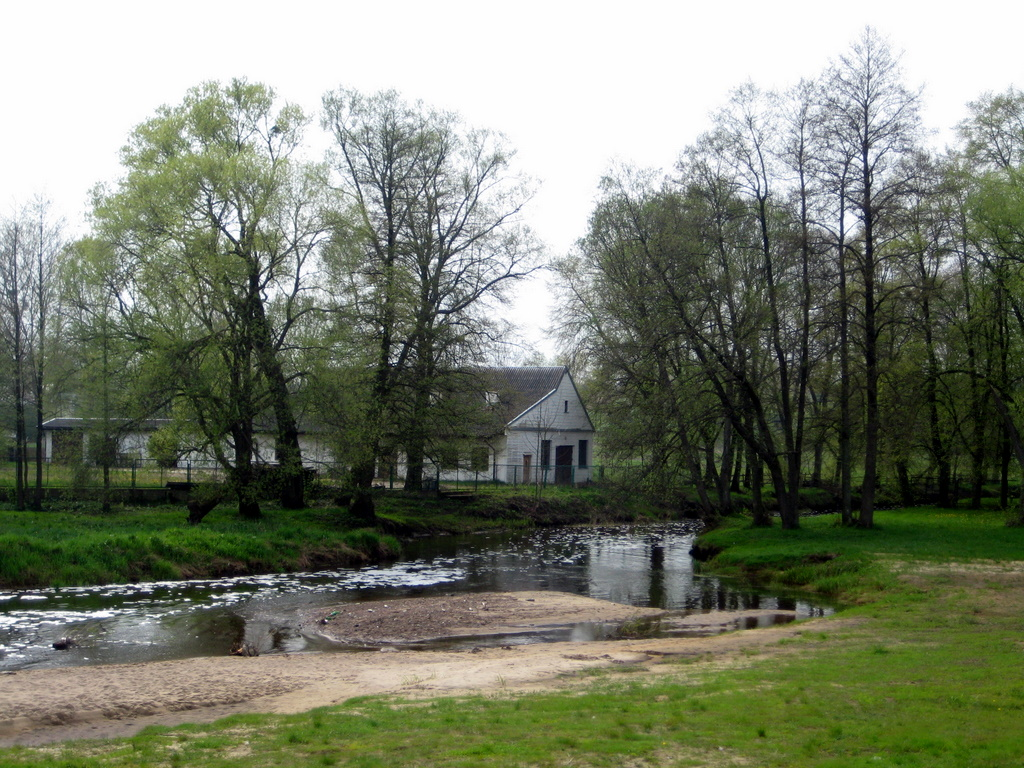
Rzeka Narewka w Narewce
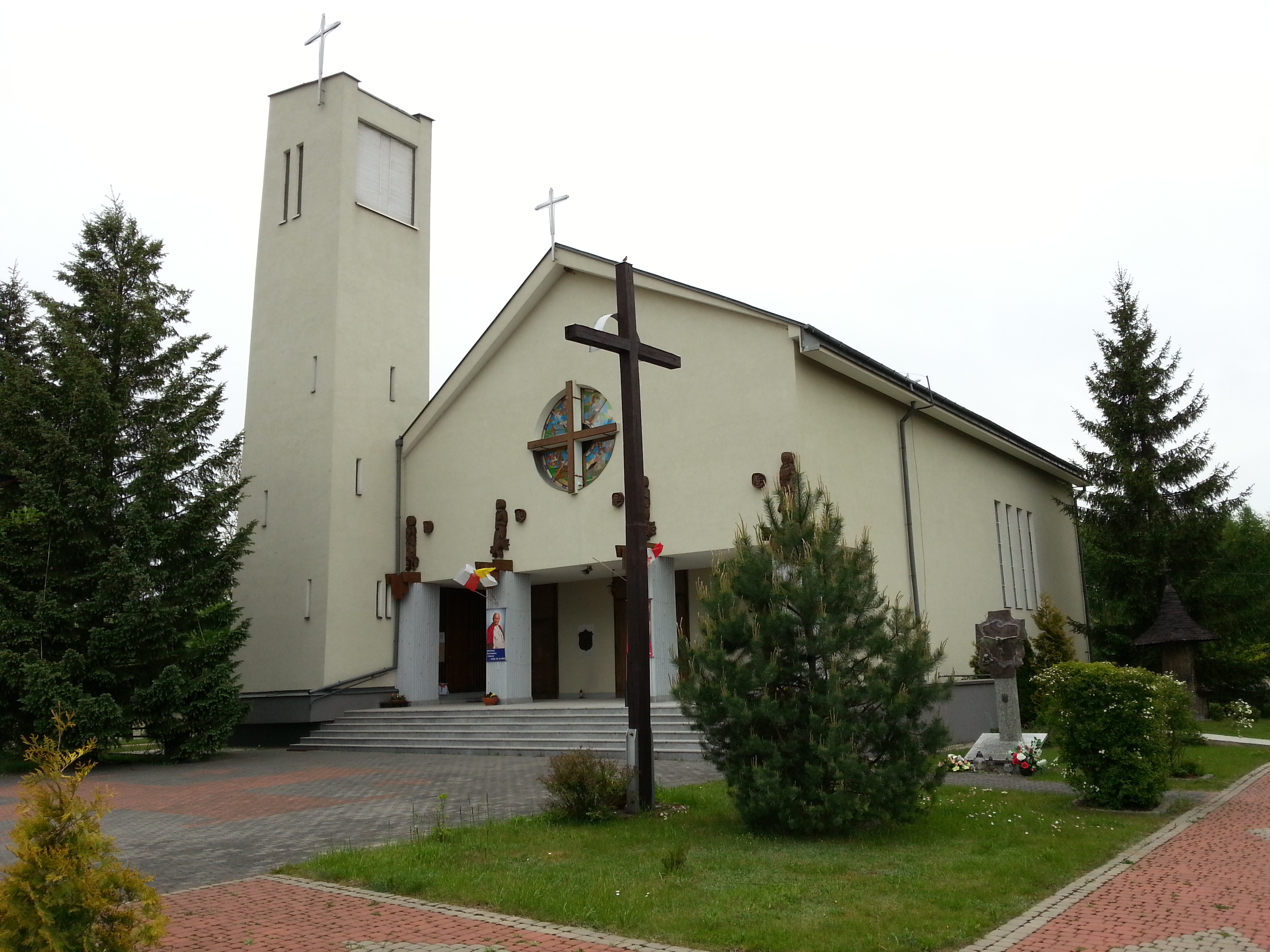
Kościół rzymskokatolicki w Narewce

## Osoby związane z Narewką
- Maria (Borowska) – mniszka prawosławna, w latach 1956–1958 przełożona klasztoru na św. górze Grabarce
- Danuta Siedzikówna – sanitariuszka AK
- Tamara Sołoniewicz – reżyser i scenarzystka filmowa pochodzenia białoruskiego
- Aleksander Wołkowycki – białoruski działacz narodowy, nauczyciel